# Élections législatives de 1973 en Charente
Les élections législatives françaises de 1973 se déroulent les 4 et 11 mars 1973. Dans le département de la Charente, trois députés sont à élire dans le cadre de trois circonscriptions.

## Élus
| Circonscription | Député sortant                         | Parti | Parti | Député élu ou réélu | Parti | Parti                     |
| --------------- | -------------------------------------- | ----- | ----- | ------------------- | ----- | ------------------------- |
| 1re             | Raymond Réthoré                        |       | UDR   | Raymond Réthoré     |       | Divers droite (Gaulliste) |
| 2e              | Jean Lafon suppléant de Félix Gaillard |       | Rad   | Francis Hardy       |       | UDR                       |
| 3e              | Michel Alloncle                        |       | UDR   | Michel Alloncle     |       | UDR                       |

## Résultats

### Résultats à l'échelle du département
| Parti                 | Parti                                       | Premier tour | Premier tour | Second tour | Second tour | Sièges |
| Parti                 | Parti                                       | Voix         | %            | Voix        | %           | Sièges |
| --------------------- | ------------------------------------------- | ------------ | ------------ | ----------- | ----------- | ------ |
|                       | Union des démocrates pour la République     | 50 314       | 30,81        | 48 263      | 28,78       | 2      |
|                       | Divers droite (gaulliste)                   | 20 865       | 12,77        | 35 919      | 21,42       | 1      |
|                       | Union des républicains de progrès           | 71 179       | 43,58        | 84 182      | 50,20       | 3      |
|                       |                                             |              |              |             |             |        |
|                       | Parti communiste français                   | 36 160       | 22,14        | 40 809      | 24,33       | 0      |
|                       | Parti socialiste                            | 22 373       | 13,70        | 30 653      | 18,28       | 0      |
|                       | Mouvement des radicaux de gauche            | 6 316        | 3,87         |             |             | 0      |
|                       | Parti socialiste unifié                     | 3 009        | 1,84         | 0           |             |        |
|                       | Union de la gauche                          | 67 858       | 41,55        | 71 462      | 42,61       | 0      |
|                       |                                             |              |              |             |             |        |
|                       | Mouvement réformateur                       | 20 022       | 12,26        | 12 065      | 7,19        | 0      |
|                       | Centre national des indépendants et paysans | 2 471        | 1,51         |             |             | 0      |
|                       | Lutte ouvrière                              | 1 799        | 1,10         | 0           |             |        |
|                       |                                             |              |              |             |             |        |
| Inscrits              | Inscrits                                    | 209 438      | 100,00       | 209 391     | 100,00      | 3      |
| Abstentions           | Abstentions                                 | 41 561       | 19,84        | 36 985      | 17,66       |        |
| Votants               | Votants                                     | 167 877      | 80,16        | 172 406     | 82,34       |        |
| Blancs et nuls        | Blancs et nuls                              | 4 548        | 2,71         | 4 697       | 2,72        |        |
| Exprimés              | Exprimés                                    | 163 329      | 97,29        | 167 709     | 97,28       |        |
| Source : Data.gouv.fr |                                             |              |              |             |             |        |

### Résultats par circonscription

#### Première circonscription (Angoulême)
| Candidat       | Candidat                      | Parti                     | Premier tour | Premier tour | Second tour | Second tour |  |
| Candidat       | Candidat                      | Parti                     | Voix         | %            | Voix        | %           |  |
| -------------- | ----------------------------- | ------------------------- | ------------ | ------------ | ----------- | ----------- |  |
|                | Raymond Réthoré sortant réélu | Divers droite (Gaulliste) | 18 435       | 28,18        | 35 919      | 53,96       |  |
|                | Jean Ferrant                  | PS (UGSD)                 | 14 967       | 22,88        | 30 653      | 46,04       |  |
|                | Jacques Perrilliat            | UDR (URP)                 | 14 440       | 22,07        | Retrait     | Retrait     |  |
|                | Robert Vergnaud               | PCF                       | 11 556       | 17,66        | Retrait     | Retrait     |  |
|                | Richard Vitrac                | Rad (MR)                  | 4 223        | 6,46         |             |             |  |
|                | Jean Barsacq                  | LO                        | 1 799        | 2,75         |             |             |  |
|                |                               |                           |              |              |             |             |  |
| Inscrits       | Inscrits                      | Inscrits                  | 83 402       | 100,00       | 83 394      | 100,00      |  |
| Abstentions    | Abstentions                   | Abstentions               | 16 630       | 19,94        | 15 223      | 18,25       |  |
| Votants        | Votants                       | Votants                   | 66 772       | 80,06        | 68 171      | 81,75       |  |
| Blancs et nuls | Blancs et nuls                | Blancs et nuls            | 1 352        | 2,02         | 1 599       | 2,35        |  |
| Exprimés       | Exprimés                      | Exprimés                  | 65 420       | 97,98        | 66 572      | 97,65       |  |

#### Deuxième circonscription (Cognac)
| Candidat       | Candidat              | Parti          | Premier tour | Premier tour | Second tour | Second tour |  |
| Candidat       | Candidat              | Parti          | Voix         | %            | Voix        | %           |  |
| -------------- | --------------------- | -------------- | ------------ | ------------ | ----------- | ----------- |  |
|                | Francis Hardy élu     | UDR (URP)      | 15 251       | 32,94        | 20 298      | 42,16       |  |
|                | Paul-Bernard Sabourin | Rad (MR)       | 10 918       | 23,58        | 12 065      | 25,06       |  |
|                | Gaston Saint-Jalmes   | PCF            | 8 338        | 18,01        | 15 783      | 32,78       |  |
|                | Gérard Pince          | MRG (UGSD)     | 6 316        | 13,64        | Retrait     | Retrait     |  |
|                | Jacques Desmoulins    | PSU            | 3 009        | 6,5          |             |             |  |
|                | Jean Daudin           | CNIP           | 2 471        | 5,34         |             |             |  |
|                |                       |                |              |              |             |             |  |
| Inscrits       | Inscrits              | Inscrits       | 60 821       | 100,00       | 60 806      | 100,00      |  |
| Abstentions    | Abstentions           | Abstentions    | 12 962       | 21,31        | 11 683      | 19,21       |  |
| Votants        | Votants               | Votants        | 47 859       | 78,69        | 49 123      | 80,79       |  |
| Blancs et nuls | Blancs et nuls        | Blancs et nuls | 1 556        | 3,25         | 977         | 1,99        |  |
| Exprimés       | Exprimés              | Exprimés       | 46 303       | 96,75        | 48 146      | 98,01       |  |

#### Troisième circonscription (Confolens)
| Candidat       | Candidat                      | Parti          | Premier tour | Premier tour | Second tour | Second tour |  |
| Candidat       | Candidat                      | Parti          | Voix         | %            | Voix        | %           |  |
| -------------- | ----------------------------- | -------------- | ------------ | ------------ | ----------- | ----------- |  |
|                | Michel Alloncle sortant réélu | UDR (URP)      | 20 623       | 39,96        | 27 965      | 52,77       |  |
|                | André Soury                   | PCF            | 16 266       | 31,52        | 25 026      | 47,23       |  |
|                | Paul Lévy                     | PS (UGSD)      | 7 406        | 14,35        | Retrait     | Retrait     |  |
|                | Jacques Corderoy du Tiers     | MR             | 4 881        | 9,46         |             |             |  |
|                | Henri Leguy                   | Divers droite  | 1 838        | 3,56         |             |             |  |
|                | Christian Farque              | Divers droite  | 592          | 1,15         |             |             |  |
|                |                               |                |              |              |             |             |  |
| Inscrits       | Inscrits                      | Inscrits       | 65 215       | 100,00       | 65 191      | 100,00      |  |
| Abstentions    | Abstentions                   | Abstentions    | 11 969       | 18,35        | 10 079      | 15,46       |  |
| Votants        | Votants                       | Votants        | 53 246       | 81,65        | 55 112      | 84,54       |  |
| Blancs et nuls | Blancs et nuls                | Blancs et nuls | 1 640        | 3,08         | 2 121       | 3,85        |  |
| Exprimés       | Exprimés                      | Exprimés       | 51 606       | 96,92        | 52 991      | 96,15       |  |